# John Spellman (luchador)
John Spellman (Middletown (Connecticut), Estados Unidos, 4 de septiembre de 1899-Zimbabue, 1 de agosto de 1966) fue un deportista estadounidense especialista en lucha libre olímpica donde llegó a ser campeón olímpico en París 1924.

## Carrera deportiva
En los Juegos Olímpicos de 1924 celebrados en París ganó la medalla de oro en lucha libre olímpica estilo peso ligero-pesado, superando al sueco Rudolf Svensson (plata) y al suizo Charles Courant (bronce).